# إيزابيل سادويان
إيزابيل سادويان (بالفرنسية: Isabelle Sadoyan)‏ هي ممثلة فرنسية، ولدت في 12 مايو 1928 في فرنسا، وتوفيت بنفس المكان في 10 يوليو 2017 بسبب قصور القلب.

## أعمال

### أفلام
- (1993)  أزرق[3]
- (2012) تيريز ديكويرو

## وصلات خارجية
- إيزابيل سادويان على موقع IMDb (الإنجليزية)
- إيزابيل سادويان على موقع روتن توميتوز (الإنجليزية)
- إيزابيل سادويان على موقع ألو سيني (الفرنسية)
- إيزابيل سادويان على موقع أول موفي (الإنجليزية)
- إيزابيل سادويان على موقع قاعدة بيانات برودواي على الإنترنت (الإنجليزية)
- إيزابيل سادويان على موقع قاعدة بيانات الأفلام السويدية (السويدية)
- إيزابيل سادويان على موقع قاعدة بيانات الفيلم (الإنجليزية)
- إيزابيل سادويان على موقع كينوبويسك (الروسية)